# Anhelina Khmil
Anhelina Khmil (27 de junho de 2003) é uma jogadora de vôlei de praia ucraniana, com alcance de 277 m no ataque e 287 m no bloqueio, medalhista de ouro na edição do Mundial Sub-21 na Tailândia e nesta mesmo país obteve a medalha de bronze no Mundial Sub-19, ambos os feitos em 2021.

## Carreira
Em 2019 começou a parceria com Tetiana Lazarenko e disputou o Campeonato Europeu Sub-20 realizado em Göteborg e finalizou na nona posição, mesmo posto na torneio uma estrela de Tel Aviv e o vice-campeonato em Batumi.
Em 2020  renovou a parceria com Tetiana Lazarenko e obtiveram o título do Campeonato Europeu Sub-20 na cidade de Esmirna e o terceiro posto no Europeu Sub-22 em Baden.Na temporada de 2021, juntas terminaram em quinto na edição do Campeonato Europeu Sub-209 em Esmirna; e no circuito mundial, conquistaram o título do torneio uma estrela em Sófia, o terceiro lugar no uma estrela das etapas de Budapeste, Koropove e Madrid.Com Tetiana Lazarenko sagrou-se medalhista de bronze na edição do Campeonato Mundial Sub-19 sediado em Phuket e na sequência foram medalhistas de ouro na Mundial Sub-21 Phuket.
Novamanete ao lado de Tetiana Lazarenko foi medalhista de bronze no Campeonato Europeu Sub-22 realizado em Vlissingen; e terminou na quinta posição no evento Futures do Circuito Mundial de 2022, nas etapas de Cervia e Madrid, sendo vice-campeã no evento de Białystok.

## Títulos e resultados
- 1* Sófia do Circuito Mundial de 2021
- Future de Białystok do Circuito Mundial de 2022
- 1* Budapeste do Circuito Mundial de 2021
- 1* Koropove do Circuito Mundial de 2021
- 1* Madrid do Circuito Mundial de 2021